# Akerendam
Die Akerendam war ein holländischer Ostindien-Segler. Er war 44 m lang, mit 40 Kanonen bewaffnet und wurde 1724 in den Niederlanden gebaut.
Das Schiff war im Besitz der niederländischen Ostindien-Kompanie, die ihren Sitz in Batavia hatte.
Die Akerendam verließ am 19. Januar 1725 zusammen mit zwei Schwesterschiffen die niederländische Insel Texel mit Ziel Batavia. An Bord befanden sich 19 Kisten mit teils frisch geprägten Gold- und Silbermünzen, mit denen Gewürze und Handelsgüter für den europäischen Markt gekauft werden sollten. Die Akerendam geriet vor der westnorwegischen Küste in einen Sturm und zerschellte am 8. März 1725 an den Klippen vor der Insel Runde. Alle 200 Mann der Besatzung kamen bei dem Unglück ums Leben.
Im Juli 1972 entdeckten Sporttaucher das Wrack und bargen rund 560 kg Gold- und Silbermünzen. Ein Teil des sogenannten „Runde-Schatzes“ befindet sich heute in der Münzsammlung der Universität Oslo sowie in den Schifffahrtsmuseen von Oslo und Bergen. Seit April 2011 sind ein Teil des „Runde-Schatzes“ sowie weitere Fundstücke der Akerendam im Runde Miljøsenter ausgestellt.

## Position des Wracks
Die Position des Wracks wird  nur ungenau bekannt gegeben, da sich immer noch Teile des Münzschatzes auf dem Meeresboden befinden. Die veröffentlichte Angabe 62° 25′ N, 5° 35′ O zeigt auf einen Punkt im offenen Meer vor dem Nordwestkap der Insel Runde, während sich diverse Berichte auf eine Bucht beim Leuchtfeuer „Kvalneset“ beziehen.